# Asana
Pour l’article homonyme, voir Asana (logiciel).

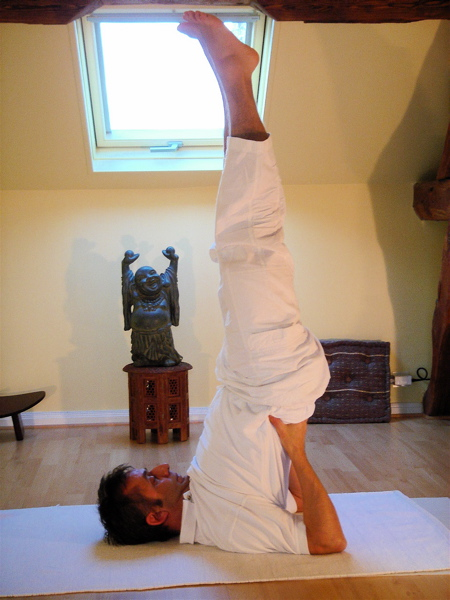
Sarvangasana.

Āsana (IAST; आसन en sanskrit devanāgarī) est un terme sanskrit désignant une posture ou un exercice corporel et correspondant dans les Yoga Sūtra de Patañjali au troisième membre (aṅga) du Yoga. La Haṭha Yoga Pradīpikā (texte de base du haṭha yoga, composée par Svātmārāma) donne la description de plusieurs āsana. C'est ce Yoga qui est le plus répandu en Occident. Āsana traduit littéralement « le fait de s'asseoir » ou la « manière d'être assis ». Dans le Yoga, ce terme a le sens de « posture rituelle ». Dans le sens non philosophique et courant, ce terme sanskrit a le sens de « posture », de « manière d'être assis » ou encore de « siège » ou de « situation ».

## Historique
Les plus anciennes représentations d'āsana ont été trouvées dans les ruines de la cité de Mohenjo-Daro, au Pakistan, fondée trois mille ans avant notre ère. Parmi les objets mis au jour lors de ces fouilles, des sceaux illustrés de personnages dans des postures appelées āsana, ressemblant à celles du haṭha yoga ont provoqué un débat, sans qu'il y ait de certitude à ce sujet, sur la possibilité que les āsana aient existé avant leur mention dans le Yogabhāṣya,,,,. Selon Mikel Burley, de l'université de Leeds, « une autre erreur consiste à penser que le haṭha yoga est relativement récent dans la tradition indienne. […] On trouve en fait des postures au sein de la culture Harappan […]. Ceci démontre que les pratiques classiques du haṭha yoga reposent sur des traditions plus anciennes. ».

## Linguistique
Āsana est un mot de la langue sanskrite, qui se note « आसन » en écriture devanāgarī.
Ce substantif neutre est un  dérivé primaire (kṛt) d'une racine verbale (dhātu) qui, suivie d'un suffixe (pratyaya), permet de construire des noms d'action. Le suffixe « -ana », qui suit une racine au degré plein, signale une action considérée comme « le fait de faire » ce que le sens sémantique de la racine évoque. 
- Exemples : manana est « le fait de penser », nayana « le fait de conduire ».

Āsana se construit sur la racine verbale ĀS- signifiant « s'asseoir ». Ce verbe se conjugue à la voix ātmanepadam, que le français nomme « le moyen » : āste se traduit par « il s'assied ». Ce verbe suit la deuxième classe de la conjugaison athématique, cette classe est dite radicale car le thème du présent, auquel se joignent les désinences personnelles, est identique à la racine.
Āsana est littéralement « le fait de s'asseoir ou d'être assis ». La traduction par « siège », se réfère aussi au « fait de siéger », dont le synonyme « posture assise » s'abrège souvent en « posture » dans les ouvrages consacrés au yoga. Un sens plus large se traduit par « mode de s'asseoir » ou « mode de station assise ».

## Yogasūtra de Patañjali
La seconde section des Yoga Sūtra de Patañjali, le Sādhana pāda, est consacré à la pratique du yoga, le Kriyā yoga. Ce pāda dénombre au verset 29 les huit membres du yoga (Aṣṭāṅga), à savoir l'observance des cinq vertus (Yama), la discipline morale (Niyama), la posture assise (Āsana), le contrôle de la respiration (Prāṇayāma), le retrait des sens (Pratyāhāra), la concentration (Dhāraṇā), la méditation (Dhyāna) et la contemplation (Samādhi). Plus loin sont décrites, aux versets 46 à 48, les qualités exigées d'un āsana « ferme et agréable ».

## Haṭha yoga
Dans le premier chapitre de la Haṭha Yoga Pradīpikā intitulé « Pratique des āsana » (Prathamopadesa) sont exposées quatorze postures ou āsana. Āsana désigne aussi une position favorisant la concentration puis la méditation dans le haṭha yoga.
Dans la Gheraṇḍa saṃhitā sont exposées trente-deux postures, et quatre dans la Śiva saṃhitā.
Ces trois textes sont appelés les « trois classiques du yoga » et sont les textes de référence pour étudier l'āsana.

### Les postures dites dynamiques
Variées, elles comportent souvent certains degrés de difficulté dans leur abord. Le but est d'entretenir le corps physique et d'équilibrer les énergies sur les sept niveaux de l'être. Un bon exemple est la Salutation au Soleil (Sūryanamaskāra).

### Les postures dites statiques
Encore dénommées postures méditatives, beaucoup d'entre elles sont pratiquées lors de la méditation. Leur but est de capter les énergies cosmiques par l'intermédiaire des centres de force et de revigorer l'être.
Certaines postures sont adoptées spontanément ou réussies facilement dans certaines conditions psychophysiologiques alors que leur contreposture s'avère pénible, éprouvante, etc.
Il paraît important que soit préservé l'équilibre d'une séance : posture et contreposture doivent se succéder harmonieusement.

### Idéologie
- Mircea Eliade, Patanjali et le Yoga, Paris, Éditions du Seuil, 1962.
- Ernest Egerton Wood (en), La pratique du Yoga ancien et moderne, Paris, Payot, coll. « Petite bibliothèque Payot », 1962.

### Pratique
- Philippe de Méric de Bellefon, Yoga pour chacun, Le livre de poche, Paris 1968.
- Julien Tondriau et Joseph Devondel, Le guide Marabout du Yoga, Collection Marabout Service, Éditions Gérard & C°, Verviers 1968
- Georg Feuerstein & Larry Payne, Le Yoga pour les nuls, traduction française de Véronique Lévy, Éditions First, Paris 2003.

### Linguistique
- Jan Gonda, Manuel de grammaire élémentaire de la langue sanskrite, Paris, Adrien Maisonneuve, 1997 (réimpr. 2002) (1re éd. 1966).
- Jean Varenne, Grammaire du sanskrit, Presses Universitaires de France, Paris 1971.
- Louis Renou, Grammaire sanskrite élémentaire, Paris, Adrien Maisonneuve, coll. « Librairie d'Amérique et d'Orient », 1978.
- Nadine Stchoupak, Luigia Nitti et Louis Renou, Dictionnaire sanskrit-français, Paris, Jean Maisonneuve Successeur, 1987 (réimpr. 2008).